# Skjult (Hidden)
Skjult en Noruega, Hidden en nortamerica y El hijo maldito en Hispanoamérica, es una película de terror noruega de 2009  escrita y dirigida por Pal Oie. El film lo protagonizan Kristoffer Joner , Karin Parque y Hjelmeland Bjarte .

## Trama
La historia inicia en 1989 cuando un niño pequeño corre  desesperadamente a través del bosque a oscuras tan rápido como le sea posible. Cegado por el miedo, corre a través de una pista forestal sin ver el camión remolque que viene. El camión es sorprendido por la aparición del maltratado niño, por lo que empieza a perder el control del vehículo. Esto desencadena una tragedia cuando el camión aplasta e incendia un automóvil estacionado en el que estaban los padres de un niño que se había bajado minutos antes para hacer sus necesidades. La imagen de ambos niños, el que escapaba y el que se bajó del auto, reflejaban el shock tras lo ocurrido.
Muchos años después, luego de la muerte de su madre, KK (Kai Koss) regresa a su ciudad natal para arreglar algunos asuntos. Ha estado fuera durante 20 años, tratando de escapar y olvidarse de los crueles y horribles tratamiento por parte de su  psicópata madre. Pronto se da cuenta de que no puede escapar de su pasado. Unos crímenes sin respuesta  harán emerger muchas respuestas a tantas intrigas. La película gira en torno a dos muchachos, desconocidos entre sí, con un trágico accidente que los une.

## Elenco
- Kristoffer Joner como Kai Koss.
- Anders Danielsen Lie como Peter.
- Karin Parque como Miriaim.
- Bjarte Hjelmeland como Frode.
- Arthur Berning como Svenna.
- Marko Iversen Kanic como Roy.
- Cecilie A. Mosli como Sara.
- Eivind Sander como Anders.
- Agnes Karin Haaskjold como La Madre Kai Koss.
- Andreas Haugsbø como la versión niño de Kai Koss.
- Marius Rusti como la versión niño de Peter.
- Julie Rusti como Ana.
- Jon Sigve Skard como Stian.
- Elisabeth Lillevik como La madre de Pedro.
- Son Strand como  El Padre de Pedro.

## Recepción
Con un presupuesto de 12,6 millones de coronas noruegas, la película recibió buenas críticas en su país de origen y fue seleccionada para el festival de  After Dark Horrorfest 2010.